# 立体選択性
立体選択性（りったいせんたくせい）とは、ある化学反応の生成物として複数の立体異性体が考えられる場合に、ある特定の立体異性体が優先的に得られる反応の性質についていう。
考えられる生成物の立体異性体がジアステレオマーの関係にある場合にはジアステレオ選択性、エナンチオマーの関係にある場合にはエナンチオ選択性という。
立体選択性を定量的に表すためには、生成物の異性体比やジアステレオマー過剰率、鏡像体過剰率が使用される。
また、その反応の機構上ある特定の立体異性体のみしか得られないような反応の性質を立体特異性という。
例えばSN2反応は脱離基の背面側から求核剤が反応するというその機構上必ずワルデン反転を伴う。
そのため立体特異性のある反応である。
しかしある反応である特定の立体異性体のみしか得られなかったからといってその反応が立体特異性を持つとは限らない。